# Zbigniew Pasek
Zbigniew Pasek (ur. 23 lipca 1958 w Krakowie) – polski religioznawca i kulturoznawca, profesor nauk humanistycznych, profesor zwyczajny AGH.

## Życiorys
W 1982 ukończył studia polonistyczne na Uniwersytecie Jagiellońskim, a w 1985 studia religioznawcze na tej samej uczelni. W 1984 rozpoczął pracę w Instytucie Religioznawstwa UJ. Stopień naukowy doktora uzyskał w 1992, na podstawie rozprawy Ruch zielonoświątkowy na ziemiach polskich w pierwszej połowie XX wieku. Związek Stanowczych Chrześcijan (promotor – Jan Drabina). Habilitację w zakresie religioznawstwa uzyskał 1 grudnia 2005. 19 grudnia 2014 otrzymał tytuł naukowy profesora nauk humanistycznych.
Został nauczycielem akademickim na Uniwersytecie Jagiellońskim i Akademii Górniczo-Hutniczej. Od 2007 kieruje Pracownią Badań Współczesnych Form Duchowości na Wydziale Humanistycznym AGH. W latach 2008–2012 był dziekanem Wydziału Humanistycznego AGH. W 2015 został prodziekanem tego Wydziału. Objął stanowisko profesora zwyczajnego AGH.
W 2016 został wybrany na członka Centralnej Komisji do Spraw Stopni i Tytułów na kadencję 2017–2020.

## Zainteresowania naukowe i działalność społeczna

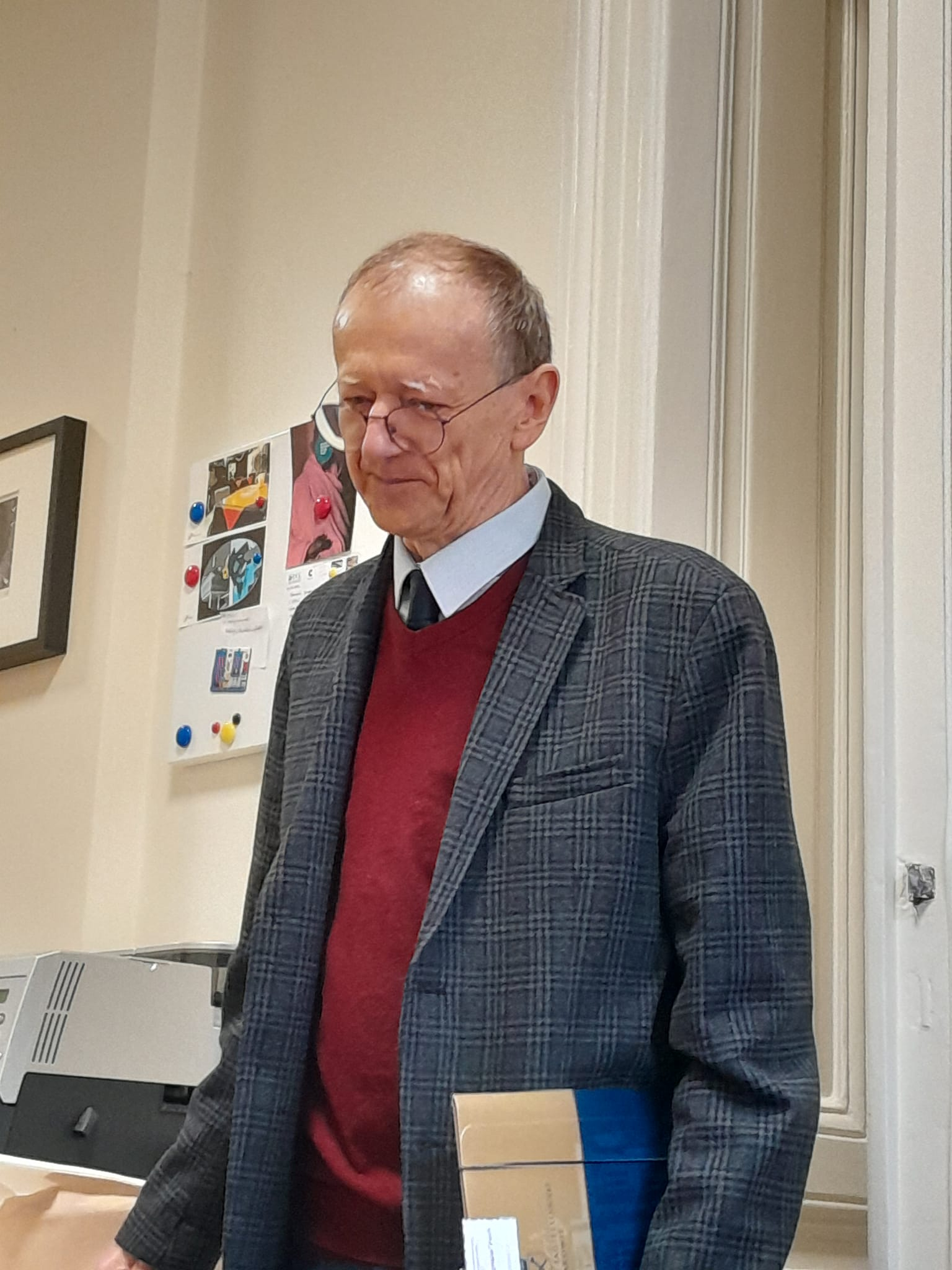
Instytut Religioznawstwa, UJ, 2023-05-19.

Zajmuje się badaniami nad nową duchowością i jej przejawami w Polsce. Definiuje duchowość jako dążenie człowieka do transgresji, własnego wewnętrznego rozwoju i realizacji wartości. Opisuje przejawy duchowości, które dokonują się nie tylko w kontekście religijnym ale przede wszystkim poza religią. Zwłaszcza sferę alternatywnych kulturowo rozwiązań, które coraz szerzej są obecne w życiu współczesnej Polski. 
Dokumentuje przejawy alternatywnych względem dominującej tradycji kulturowej postaw i zachowań. Interesuje się przede wszystkim językiem nowych ruchów religijnych (geneza, specyfika, cechy wyróżniające) oraz nurtem ewangelikalnego protestantyzmu.
Autor ekspertyz związanych z tematyką nowych ruchów religijnych i naruszeń swobód przekonaniowych w Polsce.

## Publikacje
Prace autorskie:
- Ruch Zielonoświątkowy: Próba monografii. Kraków: Zakład Wydawniczy NOMOS, 1992. ISBN 978-83-85527-04-6. Brak numerów stron w książce
- Związek Stanowczych Chrześcijan. Studium historii idei religijnych (1993)
- Wyznania wiary protestantyzmu, Kraków (1995)
- Pstrokate piękno. Szkice z historii duchowości chrześcijańskiej (1999)
- Wspólnoty ewangelikalne we współczesnej Polsce, [w:] Ewangelikalny protestantyzm w Polsce u progu XXI stulecia, pod. red. T.J. Zieliński, Warszawa – Katowice: Credo, 2004, s. 13–49.
- Topika zbawienia w polskich kancjonałach ewangelikalnego protestantyzmu (2005)
- Kościoły i wspólnoty religijne Wisły (współautorstwo: R. Czyż) (2008)
- Nowa duchowość. Konteksty kulturowe (2013)
- Nowa duchowość w popkulturze. Studia tekstologiczne, (współautor: K. Skowronek), Wydawnictwo Libron, Kraków 2013, s. 219
- Kultura religijna protestantyzmu. Kraków: Wydawnictwo Libron, 2014, s. 267–268. ISBN 978-83-64275-90-6.[7]

Redaktor prac zbiorowych:
- Bogowie, demony, herosi. Leksykon. Kraków: Wydawnictwo Znak (1996)
- Miejsca Święte. Leksykon. Kraków: Wydawnictwo Znak (1997)
- Doskonałość – zbawienie – rodzina. Studia o protestantyzmie (2005)
- Ezoteryzm, okultyzm, satanizm w Polsce Kraków (2005)
- Nowa duchowość w społeczeństwach monokulturowych i pluralistycznych, (współredakcja: K. Leszczyńska), Kraków: Zakład Wydawniczy NOMOS (2008)
- Journal of Alternative Spiritualities and New Age Studies, vol. 4, (współredakcja: K. Leszczyńska) (2008)
- Protestancka kultura słowa, Kraków (2009)
- Słownik religii, (współredakcja: E. Przybył-Sadowska), Krakowskie Wydawnictwo Naukowe, Kraków 2010, s. 496
- Religia a współczesne stosunki międzynarodowe, (współredakcja: red. B. Bednarczyk, P. Stawiński), Krakowskie Towarzystwo Edukacyjne, Kraków 2010, s. 334
- Pozareligjne wymiary duchowości, (współredakcja: K. Skowronek, R. Tyrała), Wydawnictwo Libron, Kraków 2013, ss. 226
- Poza kulturą nie ma zbawienia, (współredakcja: J. Dębicki, K. Skowronek), Wydawnictwo Libron, Kraków 2014, ss. 311[7]
- „Kolana zginaj tylko przed Panem”. Wkład protestantyzmu w kulturę Zachodu, Wydawnictwo Libron, Kraków 2017, ss. 234 ISBN 978-83-65705-58-7